# Leukippos (Sohn des Thurimachos)
Leukippos (altgriechisch Λεύκιππος Leúkippos) ist in der griechischen Mythologie ein König von Sikyon.
Er ist der Sohn des Thurimachos und der Vater der Kalchinia. Diese wird von Poseidon schwanger und gebiert den Peratos. Da Leukippos keine männlichen Nachkommen hat, erzieht er Peratos, der nach seinem Tod die Herrschaft über Sikyon antritt.
Nach Eusebius von Caesarea ist der Nachfolger des Leukippos Messapos.

## Nachweise
1. ↑  Pausanias 2,5,6
2. ↑  Eusebius von Caesarea, Chronik 175

| Vorgänger   | Amt                                                         | Nachfolger |
| ----------- | ----------------------------------------------------------- | ---------- |
| Thurimachos | König von Sikyon 19. Jahrh. v. Chr. (mythische Chronologie) | Messapos   |